# Giuseppe Gazola
Giuseppe Gazola   (Verona, 1661 - Verona, 14 de febrer de 1715) va ser un pioner de la medicina científica i gran crític de les teories de Galé i dels escolàstics. Va estudiar medicina i matemàtica a la Universitat de Pàdua, on va doctorar el 17 de maig de 1683.
Aficionat de la llibertat de pensament i el progrés de la ciència, es particularment vehement contra la medicina dogmàtica dels escolàstics i llurs pràctiques de sagnia, purgues i ventoses. Com a mètode de recerca va oposar l'empirisme i l'observació contra el racionalisme deductiu dels metges que només estudiaven texts antics.
El 1686 va fundar amb Sebastiano Rotario, Girolamo Alegi i Francesco Bianchini l'Accademia degli Aletofili (‘amics de la veritat’). Vers 1690 va viure tres anys a Madrid, arribat amb el seguici de l'ambaixador de Venècia com el seu metge personal. Va ser molt estimat per la reina Marianna del Palatinat-Neuburg a qui va dedicar el seu llibre Entusiasmos medicos, politicos y astronomicos i que el va recompensar amb una quantitat de diamants. El 20 de novembre del 1692 va ser promogut metge personal de l'emperador Leopold I del Sacre Imperi Romanogermànic.
El seu assaig, El món enganyat pels metges falsos (1716, títol traduït), del qual moltes idees ja es troben al llibre Entusiasmos… «va constituir una pedra angular del debat científic i epistemològic sobre la medicina i la malaltia i va acompanyar les discussions relacionades durant diverses dècades». Li plaïa la provocació, com palesa amb el títol del primer capítol: «Val més cap metge que un metge dolent». Va ser publicat a Praga pòstumament per son germà Giovambattista per evitar problemes amb la censura i va tenir fins a 23 edicions durant tot el segle xviii. Aviat va ser traduït en castellà, francès i neerlandès. Va suscitar rèpliques molt agressives dels tradicionals metges hipocràtic-galènics». Les diatribes de l'italià van deixar malparats els galènics madrilenys, que van portar molt malament que se'ls tractés de manera tan «indecorosa». El metge murcià Diego Mateo Zapata (1664-1745) va ser un dels seus grans opositors, que va actuar en defensa de la medicina medieval. El 1718, dos metges tradicionals de Verona van escriure en un annex a la cinquena edició d'El món enganyat… «fa la guerra contra tot, desmantella i arruïna la societat, el comerç, la religió i la divinitat». Explica la resistència dels pacients contra la medicina moderna del segle xviii, per ser illetrats i conservadors, inermes contra un metge que sempre pot trobar una excusa docta que el pacient no pot opugnar. Va fulminar la col·lusió entre metges, apotecaris i cirurgians que s'ajudaven recíprocament per fer-se rics en detriment de pacients ignorants. Contra la pseudociència i els remeiers amb llurs metgies que guareixen tot, ha publicat la seva pròpia panacea universal que no ha perdut cap actualitat:
| «                                                           | Els quatre antidots que formen el remei universal contra qualsevol malaltia curable són dieta, tranquil·litat, temps i tolerància. | » |
| — Giuseppe Gazola, Il mondo ingannato da falsi medici, 1716 | |   |

## Obres destacades
- Entusiasmos medicos, politicos y astronomicos (Madrid 1689)[10] reeditat el 1729 com El mundo engañado por los falsos médicos.
- Il mondo ingannato da falsi medici, editat pòstumament per son germà Giovambattista[2]